# Zhang Guangning
Zhang Guangning (chino: 张广宁; chino tradicional: 張廣寧; pinyin: Zhāngguǎngníng;), (Jiangsu, 1953) es un político comunista chino. Fue alcalde de Cantón.

## Biografía
Zhang obtuvo una maestría en Filosofía del Derecho y una Maestría en Administración y se graduó de la escuela de élite del partido del Comité Central del PCCh. Se ha desempeñado como secretario de la rama LJC en la sección de trabajo de Guangzhou Steel Works, subsecretario y secretario del Comité del PCCh de Guangzhou Steel Works, y director del centro de formación de Guangzhou Steel Works hasta 1996, cuando fue elegido teniente de alcalde de Cantón. En abril de 2003 asume la alcaldía de Cantón. 
Fue elegido diputado a la X Asamblea Popular Nacional, diputado del VII y VIII Congreso Popular de la provincia de Guangdong, y el diputado de la 11° y 12° Congreso del Pueblo del municipio de Cantón. Se desempeña como vicepresidente de la Asociación China de Alcaldes. 
Cantón también será la sede de los 16.os. Juegos Asiáticos en 2010, para el que Zhang es el secretario general. 
En 2007 se convirtió en copresidente de la Organización de Ciudades Unidas y Gobiernos Locales y  fue nominado para el Premio Alcalde del Mundo 2008.